# SuicideGirls
SuicideGirls (SG) je anglickojazyčná webová stránka, kde se nacházejí pin-up fotografie a profily modelek, které si říkají „Suicide Girls“. Stránka funguje jako online komunita, kde mají členové vlastní profil, blogy, možnost přidat se do skupin na základě společných zájmů.
Byla založena na jaře roku 2001 Spookym Seanem Suhlem a Missy Suicide Selenou Mooneyovou. SuicideGirls sází na estetiku, která je má odlišit od zavedených poskytovatelů jako je například Playboy, a snaží se odlišit od dalších poskytovatelů porna. Stránky se snaží prezentovat jako subkulturní komunita. Modelky mají tetování, piercing a nápadně obarvené vlasy, často se vyskytují všechny tři atributy dohromady. Stránky jsou přijímány jako příklad feministické erotické fotografie, nicméně toto pojetí naráží často na značný odpor, mimo jiné u značné části bývalých modelek. Vedle žánrových erotických fotografií nabízí SuicideGirls i hudbu a fejetony, ženy zde mají profily a blogy, komunita je od založení součástí SuicideGirls.
Stránky mají svůj původ v Portlandu v USA a ve svých počátcích byly podporovány i zpěváky z okolí Portlandu jako Courtney Love či Dandy Warholsem, později toto úzké spojenectví zmizelo. V roce 2005 opustilo padesát modelek, které byly u SuicideGirls od počátku, stránky. Modelky z počátečních dob obvinily stránky z pohrdání ženami, že za kulisami stránek existuje obchodní model, který připomíná zavedenou pornografii. Epizoda stála stránky hodnověrnost, nicméně stránky vykazovaly stálý růst a mezitím rozšířily svoji činnost do jiných odvětví a založily další stránky.

## Etymologie
Pojmenování SuicideGirls pochází z románu Chucka Palahniuka. V románu Program pro přeživší popisuje SuicideGirls následovně:
Osmnáctileté, devatenáctileté, dvacetileté holky, a já jsem si s nimi jenom chtěl povídat. Holky ze středních škol. Holky s maturitou. Emancipované nezletilé. Stejné je to s těmi sebevražedkyněmi, co mi volají. Většinou jsou dost mladé. Brečí s vlasy promočenými deštěm u telefonní budky, dovolávají se u mě záchrany. Volají mi, když už leží stočené na posteli do klubíčka celé dny. Mesiáš. Tak mě berou. Spasitel. Popotahují a zajíkají se a na co se vyptávám, to mi vykládají do nejmenších podrobností.
Chuck Palahniuk, Program pro přeživší
Název stránky SuicideGirls se vždy píše dohromady. Pojmenování SuicideGirls, množné číslo Suicide Girls je vždy označení pro jednotlivé dívky, které jsou k vidění na webových stránkách. Logo stránek je z písmen SG a z mladé ženy s pohledem do ložnice.
Díky Mooneyové a jejím přátelům se poté výraz od románu odlišil. Jak uvádí ve své knize SuicideGirls:
V hipsterovém slangu se stal pojmenováním pro post-punková děvčata na Pioneer Square, která poslouchala zpěváka Ice Cubeho na svých iPodech, oblečená v minisukních a ve svetřících s kapucí ve stylu skupiny Minor Threat, v jedné ruce skateboard a v druhé šálek kávy, a přes mimochodem nahá ramena přehozený batoh s románem Kerouaca či Hemmingwaye.
Selena Mooneyová, SuicideGirls
Pojem Suicide označila Missy Suicide později jako zabít v sobě ten díl, který je mainstream.

## Koncept stránek
SuicideGirls se prezentuje jako komunita modelek s osobními profily, chatem, blogem, kalendářem, pozvánkami na místní akce a systémem zpravodajství. Modelky z části placené, ale i zdarma pózující ženy, které doufají, že budou přijaty v komunitě Suicide Girls. Platící zákazníci Suicide Girls mají stránku s profilem, mohou prohlížet ucelené série fotografií a různé osobní rubriky. Členský poplatek činil v roce 2007 celkem 12 amerických dolarů měsíčně. Platící zákazníci mají vlastní profil a mohou se plnohodnotně účastnit diskuzí, chatu a videochatu. Velká část komunikace probíhá mezi samotnými modelkami, které mají vlastní neveřejné fórum.
Povinností modelek je vytvářet pro klienty „život komunity“. Modelkám je placeno za fotografie, mají za povinnost často dodávat nové fotografie, zdarma vést online deník a aktivně se zúčastňovat diskuzí. Po modelkách jsou dále požadovány smlouvy, v nichž postupují licenční práva na snímky SuicideGirls. Dle výpovědí bývalých Suicide Girls bylo ve smlouvách požadováno od roku 2006 právo na jména modelek, osobu, podpis, hlas, životopisné údaje a tetování. SuicideGirls může tato práva a fotografie bez souhlasu modelek prodat třetí osobě.
Webové stránky patří čtyřem majitelům, přičemž zodpovědnost za stránky má bývalý pár Sean Suhl (Spooky) a Selena Mooneyová (Missy). Suhl je zodpovědný za obchodní a technickou část, zatímco Mooneyová za obsah a fotografie. Z právního hlediska jsou dívky spolupracovnicemi webových stránek. Provozovatel jim platí za snímky, avšak neplatí jim dovolenou a sociální pojištění. Příjmy dotcomu tvoří především členské poplatky zákazníků, další příjmy jsou z licencí fotografií a značky.

## Historie

### Souvislosti: scéna vPortlandu a alternativní pornografie
SuicideGirls následovaly trend, ve kterém amatérská a undergroundová pornografie již měla za sebou dlouhou existenci v internetových a mailových skupinách. Webová stránka Nerve produkovala v roce 1997 úspěšný mix komunitních skupin, hudby a sexu. JenniCam dokázala, že denní sledování života mladé ženy může mít na internetu velký úspěch. První internetové stránky žánru, který se později pojmenoval alternativní pornografií, vznikly, často ve vlastní režii, když provozovatelé internetových stránek, fotografové a modelky pocházely ze stejného okruhu osob. Byly to často ženy, které byly spojeny s gotickým hnutím či se pohybovaly okolo BDSM.

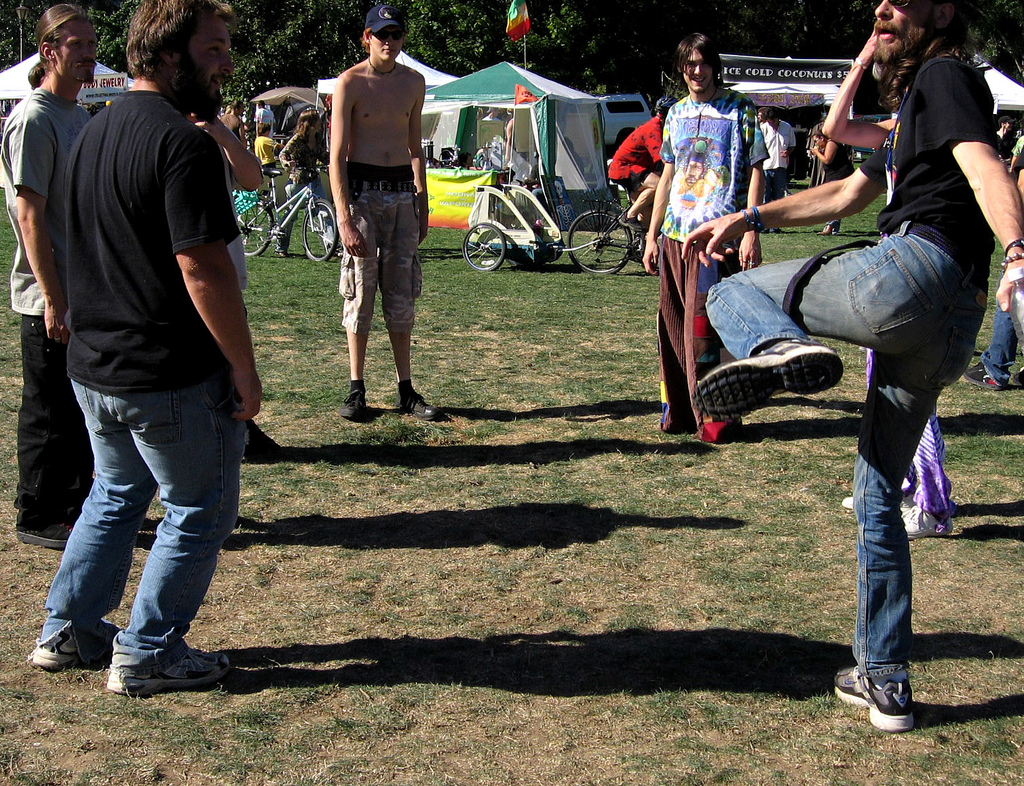
SuicideGirls pochází z alternativní scény v Portlandu, na obrázku Portland Hempstalk Festival, rok 2007

Ve stejné době panovaly v Portlandu, na poměry ve Spojených státech, velice liberální sexuální poměry. Nejvyšší soud Oregonu zrušil v 80. letech 20. století zákaz obscénních zobrazení pro neslučitelnost se svobodou projevu, a zrušil platnost těchto zákonů v rámci tohoto státu. Ve stejné době byl Oregon jedním z mála států USA, ve kterém bylo legální současně představovat sex a prodávat alkohol ve stejném klubu. Až do poloviny devadesátých let zde byl počet nočních klubů jedním z největších v USA, obchod se sexualitou byl regulérní součástí hospodářství Portlandu. Scéna byla většinou rodinných rukách a byla málo spojená s organizovanou kriminalitou. V roce 1995 založila Teresa Dulce Danzine jako první magazín pro zaměstnance v sexuální oblasti. Mimo SuicideGirls pocházely z Portlandu také webové stránky Fatalbeauties. Portland má dodnes živou scénu tvořenou neo-burlesque-shows, fetišistickými plesy a vycházejí zde rozličné webové stránky a magazíny.
V okolí se konají často akce, kde jsou aktéři nazí, přičemž World Naked Bike Ride má v Portlandu etapu v nejvíce účastníky v Severní Americe. V okolí města se nachází dvě nudistické pláže. Vysokoškolská kolej Lewis & Clark College dává na počátku semestru na vědomí, že není možno přijít oblečený na akce, kde je tradicí tančit a koupat se bez oblečení.

### Založení a první roky

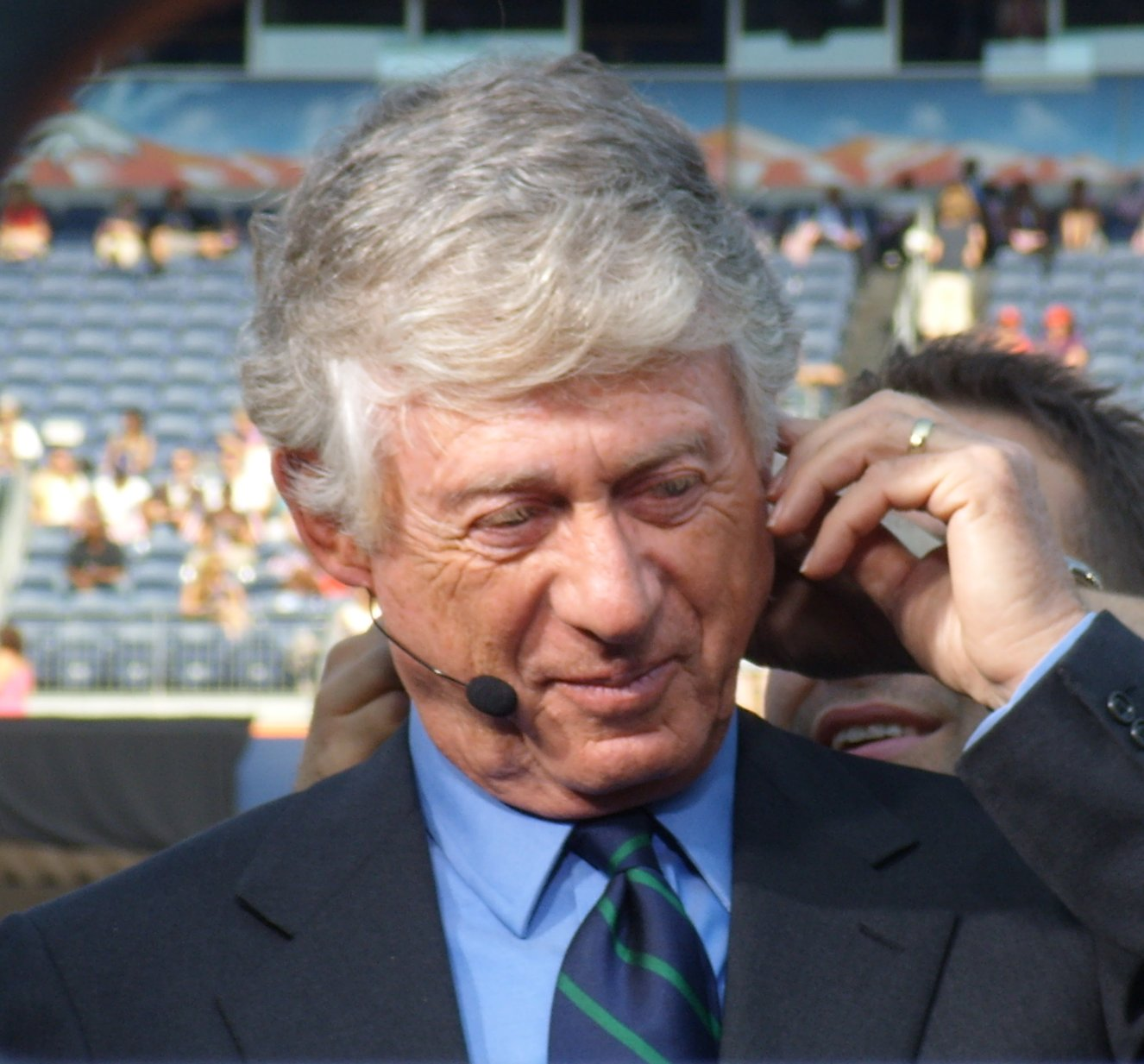
Ted Koppel dostal SuicideGirls
do pořadu Nightline společnosti ABC

Suhl a Mooneyová, kteří tehdy tvořili pár, založili webové stránky v roce 2001 jako hobbyprojekt. Kanaďan Suhl (* 1975/1976) se v tomto roce přestěhoval z Los Angeles, kde tvořil webové stránky pro různé společnosti (např. HBO). Mooneyová (* 1978/1979), bývalá studentka žurnalistiky a sociologie, pracovala jako fotografka na volné noze a byla sama covergirl u magazínu Nerve. Chtěla v centru scény v Portlandu, fotografovat dívky ve stylu emo, punk, skat a vytvářet softcore fotografie, kde by dívky měly své kouzlo. Suhl a Mooneyová chtěli založit hudební a indie magazín, došli ale k přesvědčení, že žádný ze stávajících magazínů na netu není výdělečný. Jediná obchodně úspěšná oblast na internetu byla v roce 2001 pornografie. Mooneyová zpočátku pořizovala fotografie známých a přítelkyň, které byly buď oblečené či odhalené.
Uvádí, že tehdy fotografování viděla spíše jako umělecký projekt než obchod. Suhl vložit zpočátku na internetové stránky, které tehdy připomínaly spíše fanouškovské punkové stránky, než erotický magazín, fotografie 35 žen s doprovodnými texty.
Média objevila projekt velice rychle. Po několika měsících existence projektu referovala hlavní americká zpravodajská relace Nightline společnosti ABC o webových stránkách. Bylo to třetí interview, které měla Missy Suicide. Další média, jako například londýnské Timesy, časopis Rolling Stone nebo Spin rychle následovala. V roce 2002 vstoupila do komunity zpěvačka Courtney Love, která ve svých televizních a veřejných vystoupeních začala dělat SuicideGirls reklamu. O webových stránkách se zmínila například u Howarda Sterna a když byla hostem v pořadu 24 Hours of Love na stanici MTV, vzala s sebou do pořadu několik Suicide Girl. Tento příklad následovala později rocková skupina The Strokes. K prvnímu výročí stránek se sešlo v klubu Dantes v Portlandu 500 hostů, přičemž mnoho významných hostů muselo být kvůli nedostatečné kapacitě klubu odmítnuto.

### Stěhování do Los Angeles

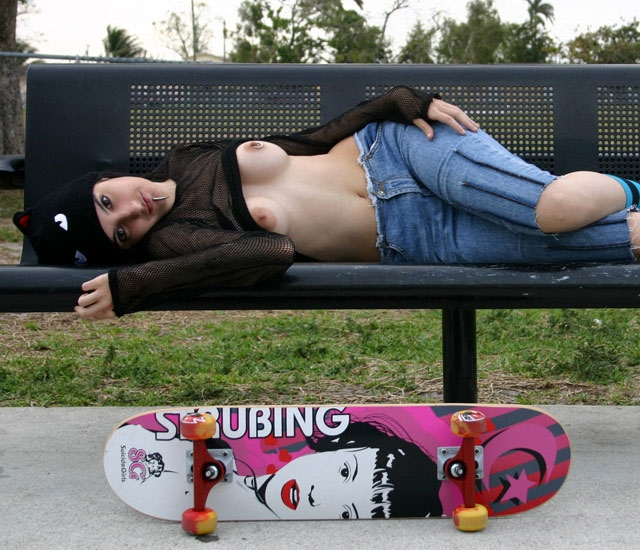
Modelka a skateboard s logem SuicideGirls

Ještě roce 2003 měla společnost své sídlo v bytě, avšak ještě v témže roce se přestěhovala do Los Angeles. Počet modelek stoupl v roce 2004 na 300. V téže době měly stránky 750 tisíc návštěvníků měsíčně, z nichž 57 procent byli muži a 43 procent ženy. Stránky spolupracovaly s časopisem Playboy, díky čemuž měli předplatitelé Playboye bezplatný přístup i na stránky Suicide Girls.
V 2002 muselo SuicideGirls odmítnout 350 dívek, které se zúčastnily náboru. Tehdy byl ještě počet Suicide Girls nízký a jednotlivé dívky se rychle mohly stát známými, díky čemuž dostávaly VIP přístup na různé akce, jako například vstupenky koncerty a různá další představení.
Mimo samotné internetové stránky SuicideGirls, expandovala společnost i v jiných oblastech. Kromě webových stránek vyráběla oblečení a šperky. Obrázky žen licencovaly webové stránky dále například výrobcům skateboardů, kteří je tiskli na jejich desky. V roce 2004 vyšla o SuidcideGirls kniha. Stránky též provozovaly rozhlasovou stanici.
V 2004 mělo u SuicideGirls své stránky 350 žen, které přilákaly týdně půl miliónu návštěvníků. Dle údajů stránek byly přijaty 3 dívky z 200, které se každý týden zúčastnily náboru. V roce 2005 byl počet modelek 900.

### Expanze a krize
V roce 2005 začaly webové stránky, ve spolupráci s různými obchodními partnery, expandovat do ostatních médií. Část dívek účinkovala v různých show ve stylu neo Burlesque a prodávala se DVD se záznamem z těchto vystoupení. První z těchto vystoupení se pořádala se sedmi ženami v 55 městech USA a Spojeného království. I když bylo turné značně kritizováno tiskem, bylo vyprodané. Show byla parodií na různé fenomény popkultury jako například South Park, film režiséra Quentina Tarantina Gauneři či film Absolvent z roku 1967. Hudba, ke které SuicideGirls vystupovaly, pocházela od Marilyna Mansona, přes zpěvačku Björk, až po hudebnici Peaches. Návštěvníci, sedící v prvních řadách, byli úmyslně poléváni čokoládou, šlehačkou a pivem. Show lákala jak muže, tak i ženy, přičemž první řady sedadel byly většinou obsazeny muži.
Shrnutí a dokumentaci turné vysílala v několika dílech televizní společnost Showtime. Poté následovala další turné po USA, Austrálii a Evropě. Stejná společnost vysílala roce 2006 pseudodokumentaci Suicide Girls: The Italian Villa.
Poté postihla SuicideGirls velká krize. V září 2005 začaly webové stránky protestně opouštět dívky (celkem 50 žen). Z části si stěžovaly v blozích a interview na špatné a nepravidelné platové podmínky, malou možnost spolurozhodovat a celkové nepřátelství vůči ženám majitele stránek Suhla.
Následovaly soudní spory a SuicideGirls samotná intervenovala u Federálního úřadu pro vyšetřování (FBI) s úmyslem být rychlejší než konkurence, a následně smazali provozovatelé stránek raději provokující fotografie na webových stránkách, kde se používala umělá krev jako dekorace, nebo na kterých se vyskytovaly spoutané modelky. Když americké Ministerstvo spravedlnosti v roce 2005 vydalo Obscenity Prosecution Task Force proti šíření tvrdého porna, potvrdilo FBI v rozhovoru pro Washington Post z 20. září 2005, že největší úspěchy ve vyšetřování předpokládá u sadomasochistické pornografie. I když nebyly žádné konkrétní důvody, že by se webové stránky mohly dostat do rozporu s Task Force, odstranil Suhl různé kontroverzní foto sety.

### Konflikt s modelkami

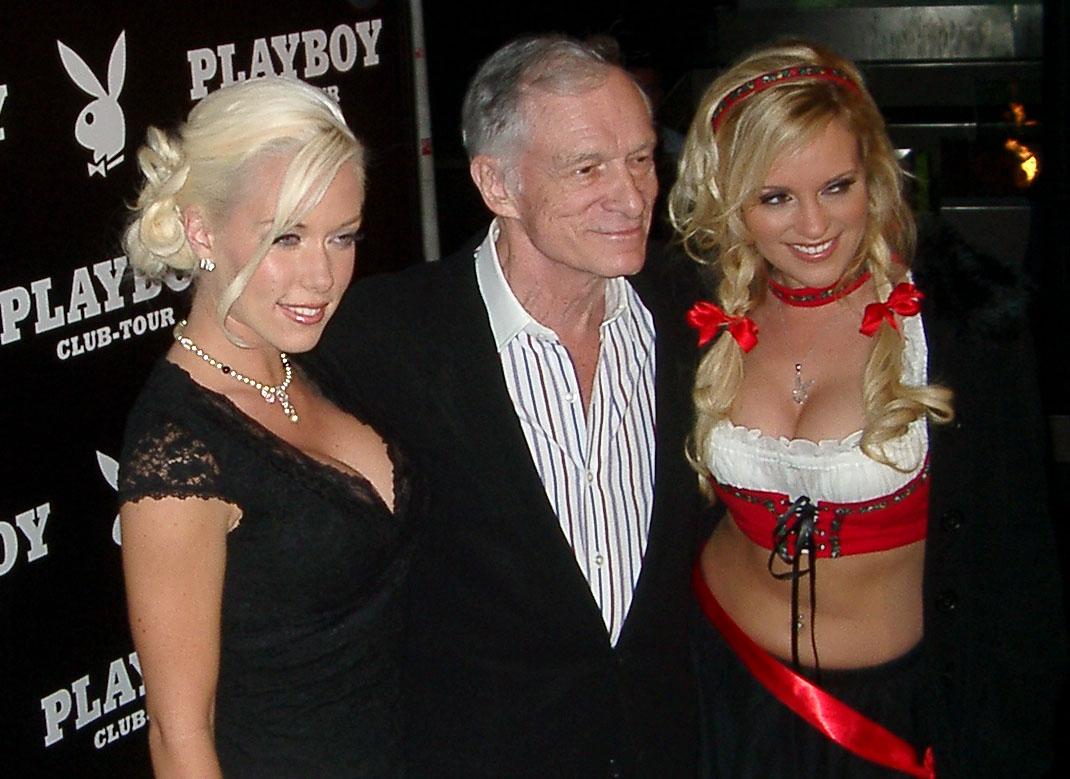
Spolupráce s Playboyem vedla
ke konfliktu s modelkami

V roce 2005 opustilo webové stránky SuicideGirls padesát modelek. Byly mezi nimi i modelky, které byly u stránek od jejich založení a patřily mezi zavedené a nejoblíbenější.
Jedna z největších kritiček Jennifer Caravella, známá jako Sicily, se podílela na organizování prvního burleskového turné. Podle vlastních výpovědí byla vyloučena ze všech aktivit, když se jí Suhl zeptal na podíl dívek na zisku ze show a z prodeje DVD. Caravella sama popsala svoji motivací být součástí SuicideGirls, protože to považovala za něco revolučního, za novou feministickou platformu, která by ženám a dívkám byla vzorem. Mezitím se stala tetovanou variantou Playboye nebo Penthouse.
Dalším prominentním protivníkem se stala bývalá Suicide Girl Dia Mentia. Byla jednou z prvních žen, která měla své vlastní příznivce. Když v roce 2003 přešla ke konkurenčnímu projektu Deviant Nation, podal Suhl oznámení na Deviant Nation u FBI, s tvrzením, že tato firma vnikla do jeho serverů. Poté zveřejnil Deviant Nation na svých webových stránkách texty žalob proti Suhlovi a SuicideGirls a uveřejnil množství screenshotů a textů, které byly u SuicideGirls smazány. Webové stránky Caravelly a Mentie uveřejnily interní dokumenty jako například smlouvy modelek. Nicméně zveřejnily také různé fámy, které byly později vyvráceny.
Dívky obvinily Suhla z toho, že modelky verbálně zneužíval, prosazoval restriktivní smlouvy a modelkám vyplácel pouze minimální honorář. Suhl měl mít cholerické výpady vůči modelkám, křičet na ně, že jsou ošklivé, děvky a podobně. Spolumajitelka stránek Selena Mooneyová byla z marketingových důvodů vyloučena z vedení firmy a neměla žádný vliv na denní obchodní záležitosti. Mooneyová odváděla vždy velký díl práce, byla zodpovědná za fotografie a práci s médii. Ale konečné rozhodování vždy bylo na Suhlovi. Mooneyová však tato tvrzení popírala, protože se nezakládala na pravdě a navíc pro ni byla osobní urážkou.
Mooneyová potvrdila, že dvě třetiny zaměstnanců jsou ženy a většina fotografů též byly ženy.
Bývalé modelky nicméně tvrdily, že feministické pozadí, které měly stránky mít, byla pouze fasáda. Za kulisami se SuicideGirls měly od ostatních pornografických stránek odlišovat jen velice málo. Důvodem pro komunitu a blogy bylo vytvořit rozdíl k jiným pornografickým stránkám. Uvedená sada snímků byla komerčně úspěšná a Suhl byl vždy připraven změnit koncept stránek. Ženy měly pokud možno co nejméně publikovat o svých životních partnerech a Suhl je nutil k urážkám a slovním útokům mezi sebou tak, aby byla zvýšena návštěvnost. Suhl měl degradovat ženu na obchodní produkt, hodnotit je psychologicky a nutit je k vzájemným útokům. Toto bylo protikladem feminismu a humanismu.
Modelky a členové komunity obvinili obchodní vedení z cenzury na jednotlivých fórech. Provozovatel totiž odstranil obsah fór a blogů. Jednotlivé dívky byly bez oznámení vyhozeny, nebo jim byla zrušeno jejich svobodné, doživotní členství v komunitě. Bylo jim rovněž znemožněno publikovat svoje blogy, jejich příspěvky byly mazány. Jejich nahé fotografie na webových stránkách však zůstaly. Když v roce 2006 Boston Phoenix přinesl sympatický portrét SuicideGirls, potvrdil mužský člen a životní partner jedné ze Suicide Girls 90% pravdivost obvinění s parafrází, že Coca Cole a Pepsi také nevěří a přesto je kupuje. Několik dní poté, bylo jemu i jeho partnerce zrušeno členství.
Vedení firmy se hájilo tím, že hloupost, útoky vůči firmě a jejím spolupracovníkům nemají na webových stránkách co pohledávat a na soukromých stránkách není umožněna svoboda projevu.

### Žaloby proti jiným webovým stránkám
Společnost se pokusila zažalovat jiné webové stránky, které zveřejnily snímky s bývalými Suicide Girls. Žaloby vycházely od prozrazení obchodního tajemství, porušení obchodní soutěže a po nárok na obchodní značku. Ženy, které publikovaly jinde než u SuicideGirls, byly vyloučeny z komunity. SuicideGirls nechaly smazat obviňující příspěvky, které zveřejnily bývalé modelky na Myspace či LiveJournal.
V září a říjnu zažalovaly 2005 webové stránky Gloomdolls.com a God's Girls. Webové stránky Gloomdolls obvinily z prozrazení obchodního tajemství, zveřejnění interních dokumentů a zveřejněním smluv s modelkami. Časté útoky na webových stránkách, které vyzývaly přestat platit členské příspěvky, znamenaly porušení smluv, které jednotlivé Suicide Girl předtím se SuicideGirls podepsaly. God's Girls obvinily, že zaměstnaly bývalé modelky SuicideGirls, kolem šedesáti modelek God's-Girls mělo předtím spojení se SuicideGirls. Mimoto používaly růžovou barvu jako design stránek. Mimoto musel bývalý fotograf SuicideGirls Lithium Picnic a modelka Apnoe počátkem roku 2007 čelit žalobě; oba se osamostatnili vlastními sériemi fotografií, což bylo porušením smlouvy se SuicideGirls.

### Napodobitelé a příjmy

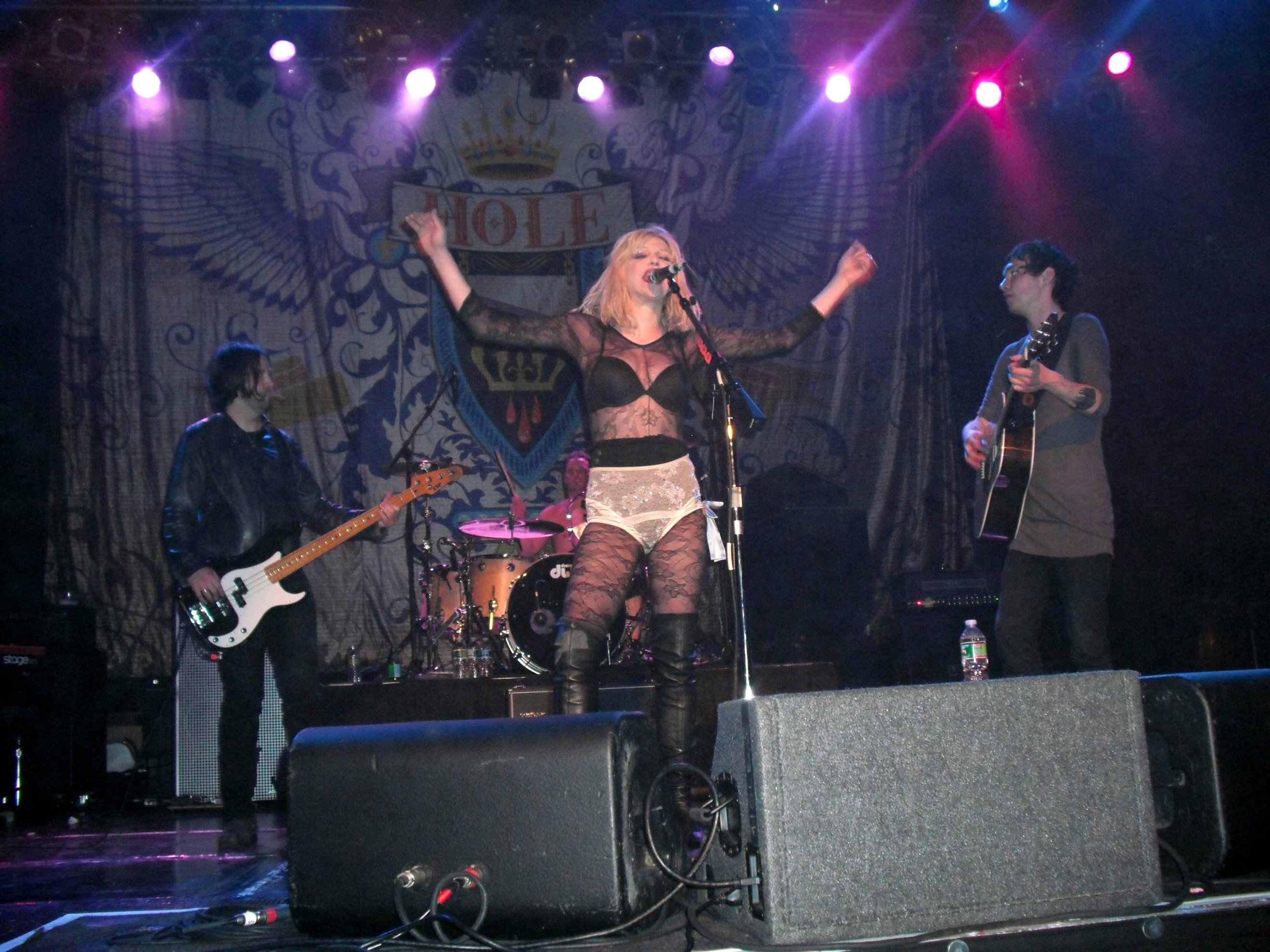
Členka a prominentní podporovatelka: Courtney Love

V letech 2001 až 2004 vzniklo zhruba 600 webových stránek alternativní pornografie, které napodobovaly finančně nejúspěšnější stránky SuicideGirls. Většina z nich měla velice krátkou životnost. Neměly pozadí subkultury a specializovaly se na různé speciální žánry. Raverporn přinášel ženy s barevnými vlasy, Friction USA ženské fanynky scény straight edge. Ženy, které byly fanoušky Star Wars pózovaly na stránkách Superkult. Větší webové stránky jako Burning Angel převzaly díl konceptu SuicideGirl, ale neměly stejnou kulturní rétoriku. S úspěchem SuicideGirlsse se začaly mainstreamoví producenti porna pokoušet převzít jejich styl. Tak začalo oddělení Hustlera pro mladé lidi, VCA Pictures, v prvním desetiletí 21. století produkovat videa se stejnou estetikou jako SuicideGirls. Různé modelky vystupovaly v dílu CSI:NY s tematikou SuicideGirls. Producent CSI Anthony Zuicker je členem komunity SuicideGirls a díl s jejich tematikou Oedipus Hex měl premiéru dne 18. října 2006.
Konflikty s bývalými modelkami vedly k tomu, že SuicideGirls u komunity ztratily na reputaci. Od té doby jsou Walmartem alternativní pornografie. Toto mělo malý vliv na úspěch webových stránek. Počátkem roku 2006 se nechalo fotografovat 900 žen, na konci téhož roku již 1 200 žen, které nalákaly milion návštěvníků týdně. V roce 2007 stoupl počet modelek na 1 500 a dle vlastních údajů mají stránky během několika dní tisíc žádostí o spolupráci.
Počet návštěvníků zůstal stejný, milion týdně. Na konci roku 2010 stoupl počet modelek na necelých 2 200, které na stránky nahrály 270 tisíc fotografií.
V roce 2008 měli SuicideGirls 1 000 členek a 300 tisíc platících zákazníků. Mnoho SuicideGirls se samo označuje za lesbické, nicméně komunita měla několik skupin, které se odlišovaly. K platícím zákazníkům patřila například Courtney Love či hráčka na elektronické piano skupiny „The Dandy Warhols“ Zia McCabe.
V únoru 2010 odstranila firma Apple SuicideGirls-App spolu s 5 tisíci jinými produkty ze svého App Store, protože degradovalo ženy a mělo útočný obsah. V stejném roce vznikl hororový film Suicide Girls Must Die!. Ve filmu ženy, které se sešly v odlehlé oblasti, kde fotí kalendář pro SuicideGirls, jedna po druhé mizí. Film byl kritikou z velké části ignorován a neměl úspěch. Kritici, kteří se o filmu zmínili, považují film za materiál pro fanoušky SuicideGirls.

## Styl

### Modelky
Ženy jsou bez výjimky tetované a mají piercing. Často mají nápadně obarvené vlasy a nepodrobily se žádné zkrášlovací operaci.

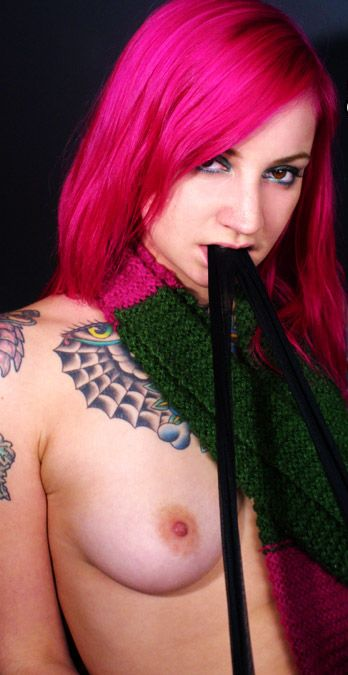
Suicide Girl Sawa, režisérka „Suicide Girls Must Die!“
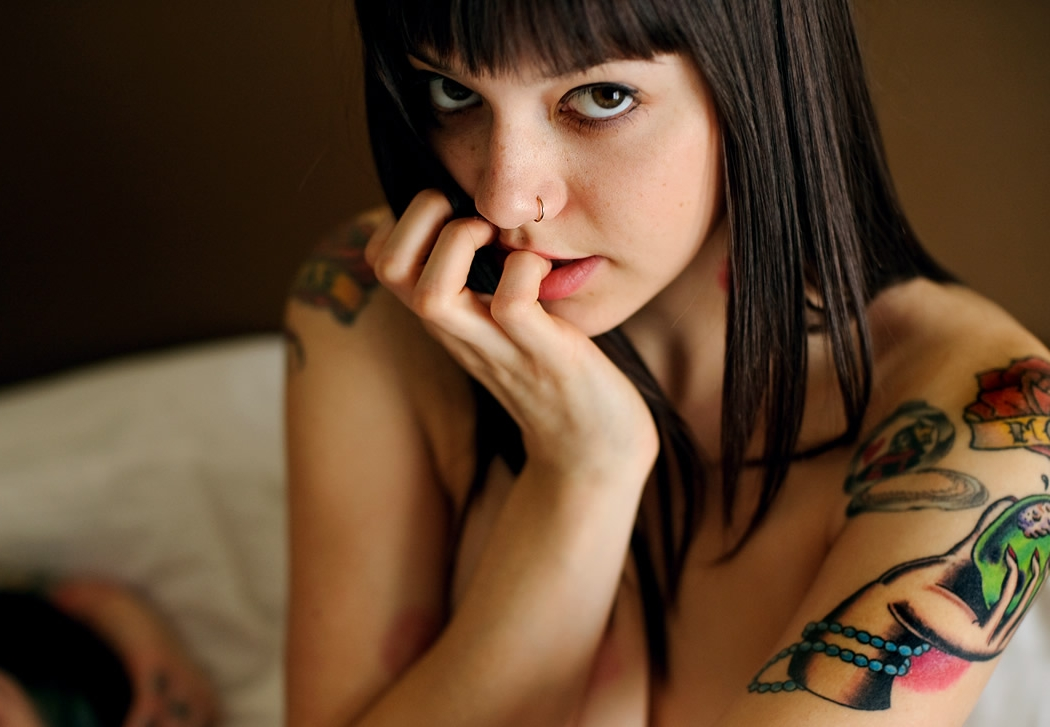
Suicide Girl Rambo, pracuje u SG jako poradkyně modelek
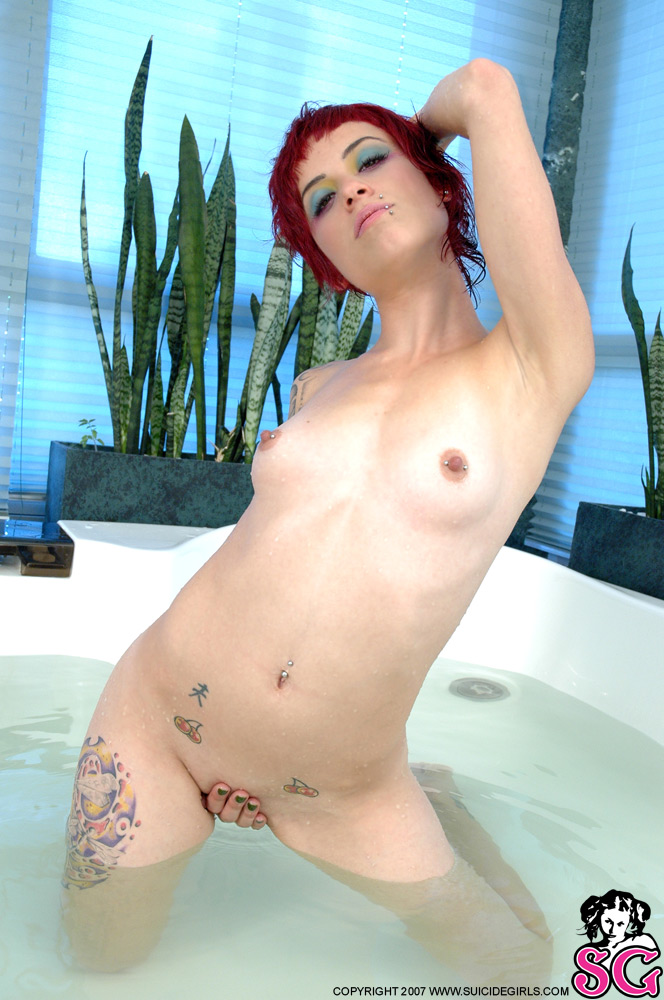
Aquatica, piercing, tetování a obarvené vlasy
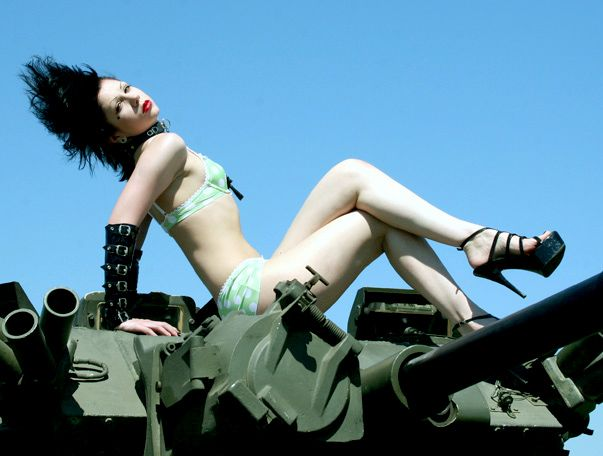
Suicide Girl Dominick ve spodním prádle na věži tanku FV101 Scorpion

V protikladu s ženami v mainstreamovém pornu se silikonovými prsy se dívky u SuidcideGirls vyznačují piercingem rtů, nosí podprsenku velikosti B a vyznačují se přirozenou drzostí. Překvapující jsou též místa, na kterých mají piercing, a také pohostinnost dvojnic Bettie Page Kromě tetování odpovídají dívky běžným normám ženské krásy. Alternativní obsah stránek je tímto sotva naplněn. Dívky odpovídají ideálnímu typu roztleskávaček a následujícím ideálům krásy – jsou mladé, štíhlé a bílé. Suhl potvrdil tyto výpovědi v roce 2002 v Punk Planet jako největší selhání stránek, ale obchodní strategii nezměnil. Když se SuicideGirls vrátily na scénu v Portlandu, mnoho dívek již vytvořilo fotografie mimo webové stránky SuicideGirls, kde muselo většinou skrýt své tetování.
Dívky afroamerického či asijského původu se u SuicideGirls vyskytují zřídka a fotografie bývají zasazeny do exotického prostředí. V těchto případech byly texty, které představují dívky, často napsány s rasistickými stereotypy.

### Fotografie
Fotografka Mooneyová uvádí jako svůj vzor fotografa Alberta Vargase a fotografy stylu ve pin-up jako své vzory. Styl fotografií se pohybuje mezi stylem módní až pornografické fotografie, mají ale zřetelně svůj styl, záběry jsou inscenované a jsou ve stylu softcore. Webové stránky požadují po ženách, aby ukazovaly obnažená prsa a zadek.
Ženy pózují v situacích z běžného života, jako např. ve vaně či v rozestlané posteli, a jestliže jsou oblečené, nosí subkulturní neformální oblečení jako například boxerky ve stylu Spider-Mana či zdobené obojky. Také příběhy, které jsou částečně vyprávěné v fotosériích, jsou více z běžného života než v mainstreamové erotické fotografii.

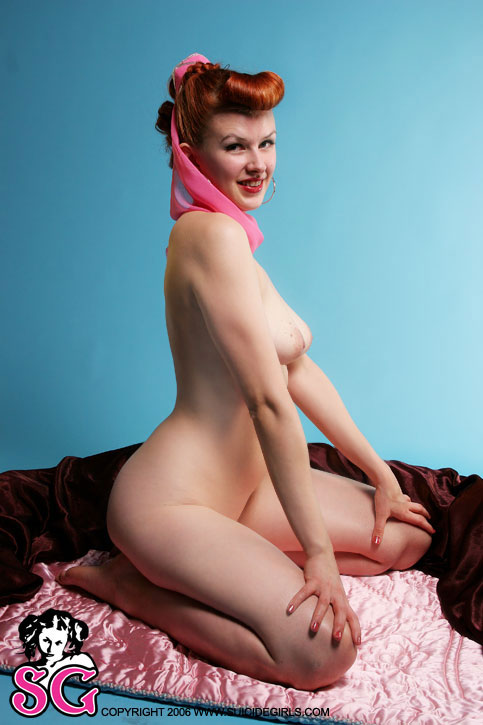
Pin-up girl na základě I Dream of Jeannie
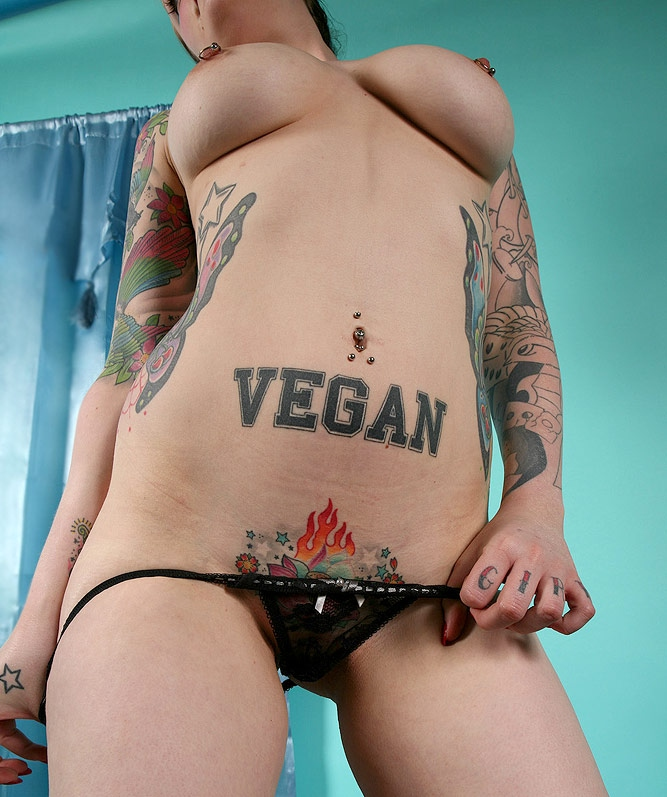
Záběr na genitálie, obličej skoro není vidět
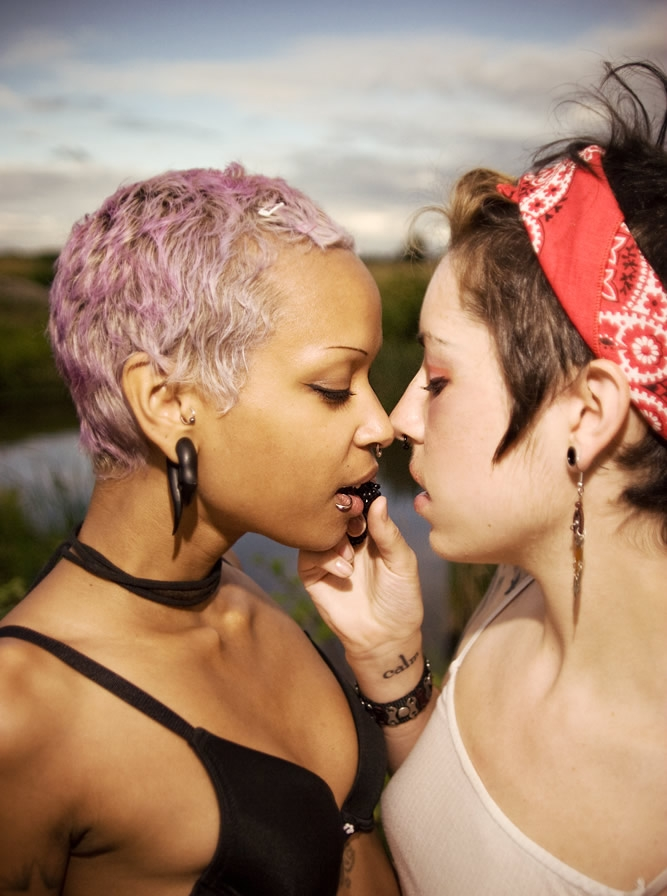
Dvě modelky
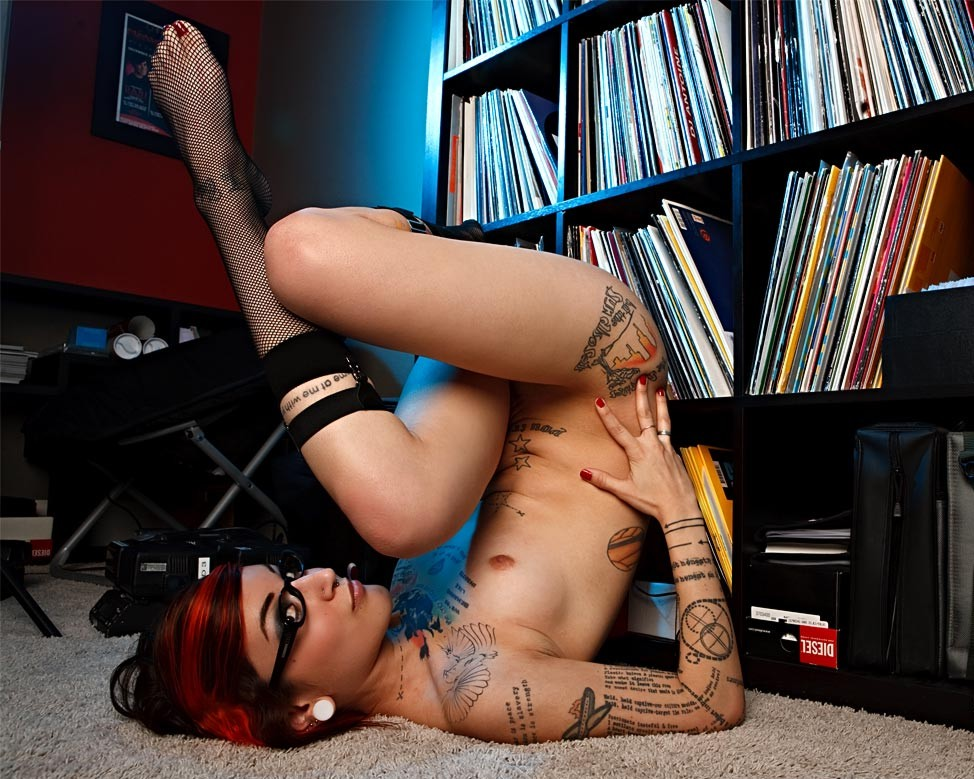
Před sbírkou desek

Magazín Wired ocenil v roce 2002 subkulturní styl stránek velice pozitivně ve srovnání se špatně utvořenými webovými stránkami mainstreamového porna. Magazín Print, který se zabývá designem, označil SuicideGirls za vývěsní štít alternativní erotiky, která je kreativní a má humor, naproti tomu feministický magazín Herizons je označuje jen za mainstreamovou estetiku s piercingem stydkých pysků navíc. Shoshona Magnet ve své stati popisuje neobvykle vysoký počet záběrů obličeje, feministická autorka Nicole Cohenová píše, že ženy vypadají moderně, nicméně SuicideGirls má stejné standardy jako jiné softcore stránky: strategicky ořezané fotky, prezentace žena-žena a mnoho fotografií genitálií.

### Komunita
Suicide Girls mají povinnost pečovat o svůj blog a zúčastňovat se diskuzí. Většina modelek tvrdí, že toto bylo, kromě peněz, důvodem být zde modelkou. Ženy vystupují většinou pod pseudonymem.
Magazín Print popsal náladu v komunitě v roce 2004 jako moderní psychobilly bar, kde se sladká děvčata sem tam svléknou. Suchý humor a celkově dobrá nálada byly znakem scény. Boston Phoenix naproti tomu popsal náladu při jednom reálném setkání v roce 2006 jako směsici asociálních intelektuálů a gotiků.
Webové stránky se samy nepopisují jako feministické, nicméně vyplývá z citátů v tisku, že opak je pravdou. Ve vnější prezentaci používají feministických diskuzí žen a citují je na své hlavní straně. Jazykem webových stránek je angličtina, přičemž jednotlivé ženy mohou své stránky vést ve své mateřštině a fóra a diskusní stránky se mohou vést i v jiných světových jazycích.
Na počátcích SuicideGirls dostávaly dívky přibližně 30 dolarů za sadu fotografií, v roce 2003 byl honorář mezi 100 až 200 americkými dolary, v roce 2008 stoupl na 500 dolarů za sadů fotografií. Honoráře jsou na spodním průměru částky, která se v USA platí za profesionální erotické záběry.

## Texty
Mimo příspěvků v blozích a ve fórech mají stránky také texty časopisového charakteru. Jsou to rozhovory s hudebními skupinami jako Flaming Lips a jinými umělci jako například s Chuckem Palahniukem či Richardem Linklaterem. Do roku 2006 zveřejnily webové stránky 800 rozhovorů online. K nejčastějším fejetonistům patři Neal Pollack, Wil Wheaton a Seanbaby.